# Всемирный день гемофилии
Всемирный день гемофилии (англ. World Hemophilia Day) — международный день, который отмечается по всей планете ежегодно, 17 апреля. «День гемофилии» не является нерабочим днём.

## История
Впервые «Всемирный день гемофилии» отмечался в 1989 году.
Инициатива проведения этого интернационального дня принадлежит сразу двум известным международным организациям: «Всемирной организации здравоохранения» и «Всемирной федерации гемофилии» (WFH). Дата 17 апреля, для проведения «Дня гемофилии», была выбрана организаторами не случайно: это своеобразная дань уважения создателю Всемирной федерации гемофилии Фрэнку Шнайбелю, который родился именно в этот день.
«Всемирный день гемофилии», по замыслу «Всемирной организации здравоохранения» и «Всемирной федерации гемофилии», призван привлечь внимание мировой общественности, политиков, чиновников от сферы здравоохранения и рядового медицинского персонала к проблемам, с которыми ежедневно сталкиваются больные гемофилией и повысить их осведомлённость об этом наследственном заболевании, связанным с нарушением процесса свёртывания крови.
«Всемирный день гемофилии» отмечается каждый год под новым девизом, который акцентирует внимание на той или иной проблеме связанной с гемофилией. Так в 2009 году девизом этого дня стал лозунг: «Лечим вместе» (или в другом варианте «Вместе, мы заботимся»), а в 2011 году «МДГ» проводился под девизом: «Твоя помощь нам очень нужна!». Вице-президент Всемирной федерации гемофилии по медицинским вопросам Элисон Стрит подробно описала то, что подразумевается под этими словами: «Для того, чтобы всесторонне удовлетворить потребности пациентов с гемофилией, необходимо эффективно применять междисциплинарный принцип работы с координацией усилий гематологов, ортопедов, стоматологов, физиотерапевтов, психологов, сотрудников социальной сферы».
Благодаря усилиям «Всемирной организации здравоохранения», «Всемирной федерации гемофилии», «Общества больных гемофилией», учёных и врачей, диагноз «гемофилия» перестал быть смертным приговором, но это не повод почивать на лаврах и до окончательной победы над этим заболеванием еще далеко.